# Pracz (Osiek nad Notecią)
Pracz – część wsi Osiek nad Notecią w Polsce, położona w województwie wielkopolskim, w powiecie pilskim, w gminie Wyrzysk, nad Łobżonką. Pracz stanowi obecnie wschodnią część wsi Osiek nad Notecią.
W latach 1975–1998 Pracz administracyjnie należał do województwa pilskiego.
W 1934 roku Pracz liczył 90 mieszkańców.